# Deutsch als Zweitsprache (Zeitschrift)
Deutsch als Zweitsprache (DaZ) war eine sprachwissenschaftliche Fachzeitschrift.

## Geschichte
Die Zeitschrift wurde 2001 vom Sprachverband Deutsch e. V. gegründet, der damit die bis dahin herausgegebenen Zeitschriften und Reihen Deutsch lernen und Bildungsarbeit in der Zweitsprache Deutsch (vormals Bildungsarbeit mit ausländischen Jugendlichen) fortsetzte. Nach der Auflösung des Sprachverbands im Jahre 2003 übernahm das Bundesamt für Migration und Flüchtlinge die Herausgabe und stellte das Erscheinen der Zeitschrift 2015 ein.

## Inhalt
In der Zeitschrift wurden Beiträge zu methodisch-didaktischen Aspekten der Vermittlung von Deutsch als Zweitsprache und zur Forschung und Lehre von DaF/DaZ an Universitäten veröffentlicht. Gerichtet auf die Zielgruppe der Lehrkräfte, Studierenden, Wissenschaftler und Sprachkursträger wurden in den Beiträgen pädagogischen Frage, Hinweise zur Didaktik des DaZ-Unterrichts behandelt und auch Materialien für den Unterricht und Unterrichtsbeispiele veröffentlicht.